# Ширипина, Елена Васильевна
Еле́на Васи́льевна Шири́пина (26 октября [8 ноября] 1910, Санкт-Петербург — 11 мая 1981, Ленинград) — русская советская артистка балета, педагог. Заслуженный деятель искусств Башкирской АССР (1955), Заслуженная артистка РСФСР (1957).

## Биография
По окончании Ленинградского Хореографического училища в 1926 году (выпуск Агриппины Вагановой) поступила в балетную труппу ГАТОБ (Государственного академического театра оперы и балета). С 1926 по 1945 год исполняла сольные партии в спектаклях театра.
Начиная с 1931 года преподавала в Ленинградском хореографическом училище. Среди её учеников: Людмила Морковина (выпуск 1953 года), Светлана Адырхаева (выпуск 1955 года), Наталия Макарова (выпуск 1959 года), Малика Сабирова (выпуск 1959 года), Татьяна Терехова (выпуск 1970 года), Галина Мезенцева (класс усовершенствования), Нинель Петрова, Зайтуна Насретдинова. Будучи ученицей Вагановой, Ширипина передала следующим поколениям методику Вагановой в её правильном исполнении.
С 1934 по 1941 год являлась ассистентом Вагановой на педагогическом отделении Ленинградского хореографического училища.
С 1944 по 1968 год — репетитор и педагог класса усовершенствования в Ленинградском театре оперы и балета им. С. М. Кирова.
Скончалась 11 мая 1981 года в Ленинграде, похоронена на Большеохтинском кладбище Санкт-Петербурга.

## Признание и награды
- Заслуженный деятель искусств Башкирской АССР (1955)
- Заслуженная артистка РСФСР (1957)